# 李俊植
李 俊植(イ・ジュンシク、이준식)は日本統治時代の朝鮮の独立運動家及び大韓民国の軍人。別名は李雄、林炳雄、李辰卓、李遂安など。本貫は遂安李氏(화강이씨)。号は火崗(화강)。太極武功勲章授与者。

## 経歴
1900年2月、平安南道順川市に生まれる。ソウルの徽文中学校を卒業。1919年の三・一運動後、中国に渡り大韓民国臨時政府に参加。1921年、雲南陸軍講武堂を卒業。満州の独立軍に参加し正義府軍事委員長、朝鮮革命党軍事委員長、朝鮮革命軍総司令などを務めた。しかし共産主義者の策動に嫌気が差し広東に去る。
1930年10月、上海に移動して中国軍で活動。1934年6月、金徹や朴昌世などと共に韓国軍人会を組織。1938年、蔡元凱と共に日中戦争により広東に非難した臨時政府要人の面倒を見た。1939年、中国軍を退役して臨時政府に参加。臨時議政院中国領代表議員となった。1940年9月に光復軍が創設されると総司令部参謀、同年11月に第1支隊長となった。山西省大同で工作活動。1941年、徴募第1分所主任委員。1943年、総司令部高級参謀。1945年6月、総司令部参謀処第1科科長。
1948年、韓国陸軍に特任入隊、任大領（軍番12445番）。1949年1月7日、第7旅団長に就任し、5月に准将に昇進。同年6月20日に旅団が師団に昇格し、第7師団長。1950年6月10日、陸軍士官学校校長。
1950年6月25日、朝鮮戦争勃発。7月5日、首都師団長に任命されるが首都師団は急遽金錫源が指揮することになり、7月8日に第3師団長に転補した。第3師団は東海岸の防御を担当しアメリカ海軍や空軍の支援を常時受けられたが師団の兵力は第23連隊だけであった。8月6日に戦闘指揮所が攻撃を受けたため責任を問われて、8月8日に更迭された。
1950年8月14日、陸軍諸兵学校校長。1950年9月25日、京仁地区戒厳司令官。1950年10月、第1軍団副軍団長。1951年4月、陸軍本部前進指揮所長。同年6月、陸軍本部作戦参謀副長。1952年5月、少将に昇進。同年9月、国防部第1局長。1953年8月5日、陸軍本部行政参謀副長。1954年4月、陸軍本部教育総監。同年7月、第1訓練所所長。1956年2月、第5管区司令官。1959年5月、予備役編入。1963年、建国勲章独立章授与。
2015年9月、大韓民国国家報勲処が9月の「今月の独立運動家」に選定。

## 参考資料
- 佐々木春隆『朝鮮戦争 韓国篇 上 (建軍と戦争の勃発前まで)』原書房、1976年3月10日。NDLJP:12172188。
- 佐々木春隆『朝鮮戦争 韓国篇 下 (漢江線から休戦まで)』原書房、1977年3月10日。NDLJP:12172908。
- 佐々木春隆『朝鮮戦争前史としての韓国独立運動の研究』国書刊行会、1985年4月20日。NDLJP:12173181。
- 韓詩俊 (1993). 韓國光復軍研究. 一潮閣
- 박동찬 (2014) (PDF). 통계로 본 6·25전쟁. 국방부 군사편찬연구소. ISBN 979-11-5598-010-1